# Gluta usitata
Gluta usitata är en sumakväxtart som först beskrevs av Nathaniel Wallich, och fick sitt nu gällande namn av Ding Hou. Gluta usitata ingår i släktet Gluta och familjen sumakväxter. Inga underarter finns listade i Catalogue of Life.